# Cantón de Ault
El cantón de Ault era una división administrativa francesa, que estaba situada en el departamento de Somme y la región de Picardía.

## Composición
El cantón estaba formado por diez comunas:
- Allenay
- Ault
- Béthencourt-sur-Mer
- Friaucourt
- Méneslies
- Mers-les-Bains
- Oust-Marest
- Saint-Quentin-la-Motte-Croix-au-Bailly
- Woignarue
- Yzengremer

## Supresión del cantón de Ault
En aplicación del Decreto n.º 2014-263 de 26 de febrero de 2014, el cantón de Ault fue suprimido el 22 de marzo de 2015 y sus 10 comunas pasaron a formar parte del nuevo cantón de Fribille-Escarbotin.